# Nivel máximo de parcela
El nivel máximo de parcela (MPL) es el nivel más alto en la atmósfera que alcanzará una parcela de aire húmedo que se eleva por convección después de ascender desde el nivel de convección libre (LFC) a través de la capa convectiva libre (FCL) y alcanzar el nivel de equilibrio (EL), cerca de la tropopausa. A medida que la parcela asciende a través del FCL, se expande adiabáticamente provocando que su temperatura descienda, a menudo por debajo de la temperatura de su entorno, y eventualmente pierda flotabilidad. Debido a esto, el EL es aproximadamente la región donde las distintas cimas planas (llamadas nubes yunque), a menudo observadas alrededor de las porciones superiores de las nubes cumulonimbus. Si la parcela de aire ascendió lo suficientemente rápido, conserva el impulso después de que se ha enfriado y continúa ascendiendo más allá del EL, deteniéndose en el MPL (representado visualmente por la parte superior que sobrepasa el yunque).
Los procesos dinámicos dentro y entre las células convectivas, como la fusión de las corrientes ascendentes y el tamaño del área de la base de las nubes, influyen en la altura máxima real de las nubes, además de la termodinámica atmosférica del MPL. La fusión de corrientes ascendentes puede dar lugar a cimas de nubes más altas, por lo que una implicación es que la convección organizada puede ser una convección más alta.